# ゴールデングローブ賞 テレビドラマ部門 作品賞 (ミュージカル・コメディ部門)
ゴールデングローブ賞 テレビドラマ部門 作品賞 (ミュージカル・コメディ部門)は最も優れたミュージカル、あるいはコメディに与えられるゴールデングローブ賞の一つである。 

## テレビドラマ部門 作品賞

### 1960年代
- 1962: The Dick Powell Show
- 1963: The Richard Boone Show
- 1964: The Rogues
- 1965: 0011ナポレオン・ソロ
- 1966: I Spy
- 1967: スパイ大作戦
- 1968: Rowan & Martin's Laugh-In

## テレビドラマ部門 作品賞 (ミュージカル・コメディ部門)

### 1960年代
- 1969: The Governor & J.J.

### 1970年代
- 1970: The Carol Burnett Show
- 1971: All in the Family
- 1972: All in the Family
- 1973: All in the Family'
- 1974: Rhoda
- 1975: Barney Miller
- 1976: Barney Miller
- 1977: All in the Family
- 1978: Taxi – ABC
- 1979: Alice – CBS / Taxi – ABC (両者受賞)

### 1980年代
- 1980: Taxi – ABC
- 1981: マッシュ – CBS
- 1982: フェーム／青春の旅立ち – NBC
- 1983: フェーム／青春の旅立ち – Syndicated
- 1984: コスビー・ショー – NBC
- 1985: The Golden Girls – NBC
- 1986: The Golden Girls – NBC
- 1987: The Golden Girls – NBC
- 1988: 素晴らしき日々 – ABC
- 1989: TVキャスター マーフィー・ブラウン – CBS

### 1990年代
- 1990: チアーズ – NBC
- 1991: Brooklyn Bridge – CBS
- 1992: Roseanne – ABC
- 1993: となりのサインフェルド – NBC
- 1994: そりゃないぜ!? フレイジャー – NBC / あなたにムチュー – NBC (両者受賞)
- 1995: Cybill – CBS
- 1996: 3rd Rock from the Sun – NBC
- 1997: アリー my Love – FOX
- 1998: アリー my Love – FOX
- 1999: セックス・アンド・ザ・シティ – HBO

### 2000年代
- 2000: セックス・アンド・ザ・シティ – HBO
- 2001: セックス・アンド・ザ・シティ – HBO
- 2002: ラリーのミッドライフ★クライシス – HBO
- 2003: The Office – BBC
- 2004: デスパレートな妻たち – ABC
- 2005: デスパレートな妻たち – ABC
- 2006: アグリー・ベティ – ABC
- 2007: エキストラ:スターに近づけ! – HBO
- 2008: 30 ROCK/サーティー・ロック – NBC
- 2009: glee/グリー – FOX

### 2010年代
- 2010: glee/グリー – FOX
- 2011: モダン・ファミリー – ABC
- 2012: GIRLS/ガールズ – HBO
- 2013: ブルックリン・ナイン-ナイン – FOX
- 2014: トランスペアレント – Amazon Video
- 2015: モーツァルト・イン・ザ・ジャングル – Amazon Video
- 2016: アトランタ – FX
- 2017: マーベラス・ミセス・メイゼル – Amazon Video
- 2018: マーベラス・ミセス・メイゼル – Amazon Video